# Epidendrum densiflorum
Epidendrum densiflorum là một loài thực vật có hoa trong họ Lan. Loài này được Hook. mô tả khoa học đầu tiên năm 1840.